# Співдружність океану
«Співдружність океану» (англ. The Commonwealth of Oceana) — утопічний роман англійського письменника і державного діяча Джеймса Гаррінгтона. Було опубліковано в 1656 році лондонським друкарем Джоном Стретером після особисто цензурування Олівером Кромвелем. У 1659 році була опублікована скорочена версія у трьох томах під назвою «Мистецтво правознавства». 1700 року опубліковано Джоном Толандом. Нове видання вийшло у Дубліні у 1737 та 1758 роках, а в Лондоні — 1747 і 1771 роках.

## Передумови написання
Створювалася наприкінці існування протекторату Кромвеля. Значна частина її була написана набагато раніше, належить до років завершення Англійської революції. На цей час було запропоновано або впроваджено низку різних конституційних проєктів, які зрештою виявилися невдалими. Джеймс Гаррінгтон вважав, що знає причину невдач, і сподівався, хоча, мабуть, і не дуже сильно, що якщо приймуть його план, ще можна буде врятувати республіку.

## Зміст
Для Гаррінгтона казкова форма послужила лише зручним приводом для викладу своїх зразкових конституцій. У цій утопії немає народу, а є лише встановлення.
За задумом Гаррінгтона, Ольфеус Мегалатор, в особі якого виведено Олівера Кромвеля, досягнувши найвищої влади, зрікається неї, щоб заснувати вільну республіку.
Автор доводив необхідність збереження в Англії республіки з позицій економічного детермінізму. Виступав за те, що кожен «стан» громадян наділявся роллю, що відповідає її призначенню та власності. тобто поділ влади відповідає поділу «властивостей».
Автор стверджував, що власність не породжується владою (як стверджував Томас Гоббс), а навпаки, власність створює влада. Під власністю автор мав на увазі земельну власність. Тому основним законом Співдружність океану був аграрний закон про розподіл землі. Земля розподілялася відповідно до статуту, за яким ніхто не мав права володіти ділянкою землі, що стоять понад 2 тисячі фунтів стерлінгів. Гаррінгтон вважав, що при такому положенні число землевласників ніколи не скоротиться більш ніж до 5 тисяч і навіть буде значно перевищувати його, оскільки було малоймовірним, щоб все володіли найвищою нормою землі. Також не існувало права первородства, земельні наділи поділялися порівну між синами власників. Зрештою весь план зводився до того, щоб зробити Англію країною дрібних поміщиків і міцних фригольдерів.
В політичному житті впроваджувалося таємне голосування при виборах до парламенту, в самому парламенті вибори ставали багатоступеневими: одна третина членів парламенту і всіх інших виборних установ щорічно змінювалася і, таким чином, весь склад їх оновлювався кожні 3 роки. При цьому парламент мав 2 палати — члени верхньої палати, меншою за складом, володіли більш високим майновим цензом, вони мали право дебатів, але не голосували, тоді як нижня палата, навпаки, голосувала, але була позбавлена права дебатів.разом з тим верхня палата мало право вето. Виконавча влада не повинна надаватися протягом значного часу одній й тій самій особі, групи осіб, або певного стану.
Значне місце в «Океанії» займають промови в сенаті й різні докладні проєкти, які не становлять сьогодні великого інтересу. Деякі з них мають фантастичний характер, як, наприклад, пропозицію населити Панопею (Ірландію) жидами, для яких вона повинна була стати новою батьківщиною. Інші, навпаки, мали цілком практичний сенс, як, наприклад, організація Народної армії.

## Вплив
Сучасники не розглядали твір Д.Гаррінгтона як утопію. Навколо роману виникла величезна памфлетна література, яка виступала за і проти. В останні роки Англійської республіки утворилася ціла партія, члени якої належали переважно до прихильників світського крила республіканців, які були прихильниками ідеї з роману. Серед них Генріх Невіль, Генріх Мартен, Олджернон Сідней і Джона Вайлдмен. В парламенті 1659 року прихильники Гаррінгтона намагалися затвердити його конституційні ідеї.
Сам Джеймс Гаррінгтон заснував «Рота-клуб», ймовірно перші в Англії збори для політичних дебатів. «Рота-клуб» був заснований в суворій відповідності до принципів, викладених в «Співдружності океану».
Після Реставрації політичний вплив «Співдружності океану» в Англії завершився. Відновлення цікавості до роману Гаррінгтона відновлюється після Американської революції. Серед захоплених шанувальників твору Гаррінгтона в Америці були Джон Адамс і Джеймс Отіс, а конституція штату Массачусетс втілила в собі стільки його ідей, що було офіційно висунуто пропозицію перейменувати штат, назвавши його Океанією. Вплив ідей простежується в перших конституціях штатів Кароліна, Пенсільванії й Нью-Джерсі. Гаряча пропаганда Д. Адамса на користь впровадження двох палат в Конгресі Сполучених Штатів є їх відображенням.
По завершенню активної фази Французької революції, слідом за переворотом 18 брюмера Еммануель-Жозеф Сієс включив у вироблену ним конституцію (прийнято в 1800 році), деякі з найбільш важливих пропозицій «Співдружності океану», зокрема поділ законодавчої влади між двома палатами, з яких одна виробляє пропозиції, а інша приймає рішення.